# Nálepkovo
Nálepkovo (dříve Vondrišel, německy Vogendrisel, Wagendrüssel, maďarsky Merény) je obec na Slovensku v okrese Gelnica ležící na levém břehu řeky Hnilec. V obci žije přibližně 3 900 obyvatel. Současný název je z roku 1948 podle partyzánského velitele Jána Nálepky. První písemná zmínka o obci pochází z roku 1290.
Obec byla do druhé poloviny dvacátého století osídlena především karpatskými Němci. Roku 1928 zde vznikla Karpatoněmecká strana. Po druhé světové válce bylo původní obyvatelstvo obce vysídleno.
Obcí prochází železniční trať Margecany – Červená Skala a silnice druhé třídy II/546.
Nachází se zde klasicistní římskokatolický kostel svatého Štěpána z let 1770–1781, barokní evangelický kostel z roku 1785 a radnice z konce 18. století.